# Glenn Bak
Glenn Bak (født 27. juni 1981 i Ølstykke) er en forhenværende cykelrytter fra Danmark, der senest kørte for BlueWater Cycling.
Fra starten af 2024 blev han ansvarlig for den sportslige ledelse hos det nyetablerede damehold Team Sydbank BACH Advokater. Her var han i én sæson, da han fra 2025 skiftede til rivalerne fra Team Friis ABC ACR.